# Hội nghị cấp cao Đông Á
Hội nghị cấp cao Đông Á hay Hội nghị thượng đỉnh Đông Á (tiếng Anh: East Asia Summit - EAS) là một diễn đàn gồm các quốc gia ở châu Á được các lãnh đạo của 16 quốc gia Đông Á và khu vực lân cận tổ chức mà Khối ASEAN là trung tâm. Nga, Mỹ đã đệ đơn làm thành viên của khối vào năm 2005 và đang tham dự với tư cách là quan sát viên. Hội nghị lần đầu tiên được tổ chức ở Kuala Lumpur vào ngày 14 Tháng Mười hai 2005 và các cuộc họp tiếp theo sẽ được tổ chức sau các cuộc họp thường niên của lãnh đạo của khối ASEAN.

## Các quốc gia tham dự

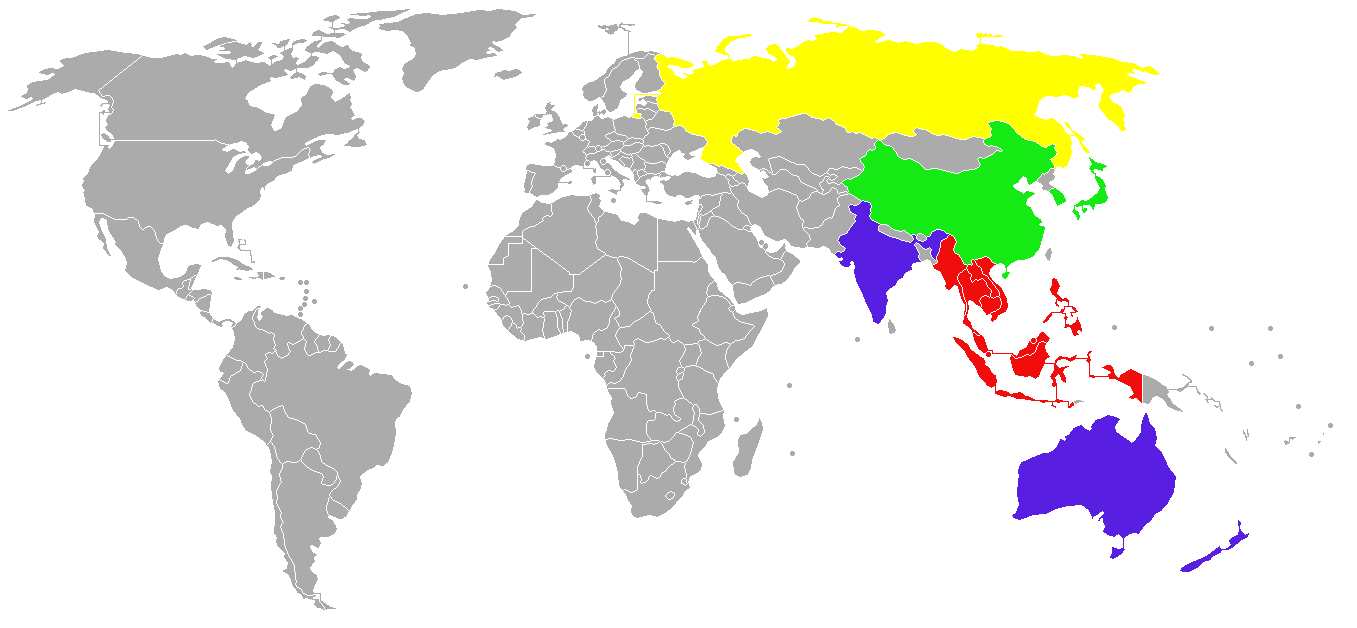
Các nước ASEAN màu đỏ, ASEAN+3 màu lục, ba thành viên khác màu lam, và Nga màu vàng.

Mười sáu quốc gia có liên quan ở Hội nghị Thượng đỉnh Đông Á lần đầu tiên vào tháng 12-2005 ở Malaysia và lần thứ 2 vào tháng 1-2007 ở Philipines:
- 10 thành viên khối ASEAN
  -  Indonesia
  -  Malaysia
  -  Philippines
  -  Singapore
  -  Thái Lan
  -  Brunei
  -  Việt Nam
  -  Lào
  -  Myanmar
  -  Campuchia
- 3 quốc gia Đông Bắc Á 
  -  Trung Quốc
  -  Nhật Bản
  -  Hàn Quốc
- Và các quốc gia khác
  -  Ấn Độ
  -  Úc
  -  New Zealand
  -  Hoa Kỳ (gia nhập từ Hội nghị EAS VI[1])
  -  Nga (gia nhập từ Hội nghị EAS VI[1])

## Các cuộc họp
| Hội nghị | Quốc gia    | Địa điểm            | Ngày                        |
| -------- | ----------- | ------------------- | --------------------------- |
| EAS I    | Malaysia    | Kuala Lumpur        | 14 tháng 12 năm 2005        |
| EAS II   | Philippines | Cebu                | 15 tháng 1 năm 2007         |
| EAS III  | Singapore   | Singapore           | 21 tháng 11 năm 2007        |
| EAS IV   | Thái Lan    | Cha-am và Hua Hin   | 11 tháng 4 năm 2009         |
| EAS V    | Việt Nam    | Hà Nội              | 30 tháng 10 năm 2010        |
| EAS VI   | Indonesia   | Bali                | 19 tháng 11 năm 2011        |
| EAS VII  | Campuchia   | Phnôm Pênh          | 19 đến 20 tháng 11 năm 2012 |
| EAS VIII | Brunei      | Bandar Seri Begawan | 9 đến 10 tháng 10 năm 2013  |
| EAS IX   | Myanmar     | Naypyidaw           | 12 đến 13 tháng 11 năm 2014 |
| EAS X    | Malaysia    | Kuala Lumpur        | 21 đến 22 tháng 11 năm 2015 |
| EAS XI   | Lào         | Viêng Chăn          | 6 đến 8 tháng 9 năm 2016    |
| EAS XII  | Philippines | Angeles             | 13 đến 14 tháng 11 năm 2017 |

## Thành viên dự kiến
Nga tham dự lần đầu tiên với tư cách là quan sát viên và đã bày tỏ ước muốn và yêu cầu được trở thành thành viên. Vị trí thành viên của họ được Trung Quốc ủng hộ .
 Đông Timor là ứng viên của Asean và đang chờ là thành viên trong vòng năm năm từ năm 2006 ; và khi đã là thành viên của ASEAN cũng đồng nghĩa với việc là thành viên của EAS.
 Pakistan và  Mông Cổ được Malaysia giới thiệu là thành viên trong tương lai .
 Pakistan và  Bangladesh được Nhật ủng hộ .
 Papua New Guinea được Úc giới thiệu là thành viên trong tương lai.
 Hoa Kỳ đã nói rằng họ hy vọng đóng một số vai trò trong tương lai của EAS.
 Liên minh châu Âu cũng tỏ ý muốn có một số vai trò với tư cách là quan sát viên .
Tuy nhiên, Khối ASEAN đã quyết định không kết nạp thành viên mới vào EAS trong ít nhất hai năm (khoảng chừng giữa Hội nghị lần hai và lần ba) .